# Francesca Woodman
Francesca Woodman (Denver, 3 de abril de 1958-Nueva York, 19 de enero de 1981) fue una fotógrafa estadounidense conocida por sus autorretratos en blanco y negro de carácter intimista. Graduada en Rhode Island School of Design, la Universidad de Bellas Artes de Providence.
Su fotografía se caracteriza fundamentalmente por el uso de una única modelo, normalmente, desnuda. Solía ser ella, pero en diversas fotografías retrató a varias de sus amistades. El cuerpo que captaba la cámara normalmente estaba en movimiento, debido a los largos tiempos de exposición, o la imagen no era nítida. También utilizaba otras técnicas, como enmascararse o intentar fusionarse con los objetos o el mismo entorno.
Nació en una familia de artistas. Desde muy pequeña, conjuntamente con su hermano Charles Woodman, fue introducida en el mundo del arte por sus padres, George Woodman y Betty Woodman, que eran artistas plásticos. Actualmente, ellos gestionan un archivo de más de 800 imágenes de su hija, 120 de las cuales han sido expuestas o publicadas.
Se inscribe en la generación de mujeres de vanguardia de la década de 1970 que reivindicaron su aportación y visión del mundo, que incluye también a artistas activistas como Cindy Sherman, Martha Rosler o Ana Mendieta.

## Biografía

### Primeros años
Francesca Woodman nació en Denver (Colorado) el 3 de abril de 1958 en el seno de una familia de artistas que le inculcó el arte como una prioridad, algo serio en la vida, valorado como una religión. Su madre, Betty Woodman (nacida Abrahams), fue una escultora y ceramista de orígenes judíos, y su padre, George Woodman fue ceramista, pintor y fotógrafo. Su hermano Charles Woodman se dedicó al vídeoarte.La infancia de Francesca transcurrió en Boulder, un pueblo de Colorado, donde se formó en una escuela pública. Entre 1965 y 1966, gracias a una beca concedida al padre de Francesca,  toda la familia vivió en Florencia, donde Charles y Francesca acudieron a la escuela primaria y aprendieron el italiano. Los Woodman compraron una casa en Antella, una aldea de la campiña toscana frecuentada por artistas y personajes de la alta sociedad. Más adelante, esta vivienda se convertiría en la casa de verano de la familia.
Francesca se introdujo en el arte siendo una niña, al principio, a través de la pintura, pero su interés por la fotografía se despertó a los 13 años. Su padre le regaló una cámara fotográfica, una Yashica réflex 2 ¼ x 2 ¼. A partir de entonces, empezó con sus primeros trabajos, adoptando un estilo característico, casi siempre fotografiando en blanco y negro, con formato cuadrado, y dando prioridad a la iluminación para, a través de ella, conseguir centrar la atención sobre un tema principal (y normalmente único) en la escena. Todas estas características las podemos encontrar en su primera fotografía, Self-Portrait at thirteen, desvelando una completa declaración de intenciones de su estilo futuro. Para ella, el arte no solo era un estilo de vida, sino más bien una forma de pensar. Es considerada una niña prodigio.
Francesca comenzó a recibir clases de fotografía a finales de los años sesenta y a relacionarse con un grupo de jóvenes artistas relacionados con la revista Criss-Cross Art Communication. En su niñez, podemos vislumbrar su interés hacia la literatura, más específicamente hacia las novelas de la época victoriana, de las cuales extrajo referentes tan simbólicos como Virginia Woolf, Gertrude Stein o Henry James. Posteriormente, estas influencias literarias se reflejarían en sus fotografías. Francesca se caracterizó por vestir de forma extravagante consiguiendo piezas de ropa de otras épocas en mercadillos. Justo en esta época Francesca logró entrar en la Academia Abbot en Andover, Massachussets. En este tiempo la fotografía se convirtió en su pasión y transformó su habitación en un estudio.

### Estudios
Entre 1975 y 1979 fue estudiante de la facultad de Bellas Artes de Providence y la Rhode Island School of Design en Providence. Esta universidad se reconoce por ser una de las escuelas de arte más antiguas de Estados Unidos. Dentro de ésta, conoció al fotógrafo Aaron Siskind, que formaba parte del profesorado. También descubrió el trabajo de otros grandes artistas de su ámbito, como Man Ray o Daune Michals. Desde su primer año, Francesca destacó por sus habilidades artísticas. Mientras cursaba sus estudios en Providence, se trasladó a vivir a Pilgrim Mills, un edificio industrial que le sirvió de estudio.
Fue aceptada en el Programa de Honores, que le permitía vivir durante un año en las instalaciones de la escuela en Palazzo Cenci en Roma. Gracias a haber vivido en Italia con anterioridad, no tuvo problemas para adaptarse a su cultura ni a su lengua. Conoció y se unió a un grupo de artistas ligados a la galería y Librería Maldoror. La librería era un espacio de encuentro para artistas jóvenes, pues a sus propietarios Giuseppe Casetti y Paolo Missigoi les atraían todas aquellas personas relacionadas con los movimientos vanguardistas, más específicamente, aquellas relacionadas con el futurismo, surrealismo y simbolismo. Fueron los propietarios quienes consiguen incluir a Woodman en una exposición de cinco jóvenes artistas en la Ugo Ferranti Gallery, donde fue la única estadounidense que participó. Esta se convirtió en su primera exposición individual.
La única obligación que Francesca tuvo en esta etapa era asistir a clases de Historia del arte. Esto fue determinante, ya que comenzó a expandir y experimentar su arte más allá de los trabajos estudiantiles. Fue en Roma donde realizó algunos de sus trabajos más conocidos a día de hoy, como On Being an Angel, Glove Serie, Self-deceit. Comenzó a realizar retratos a amigos, como Sabina Mirri y Paolo Missiogi, que se ven en su cuaderno Portraits Friends Equations. Durante su estancia en la capital italiana (1977-1978) se dejó influir por la historia y el arte de la decadencia romana, madurando como fotógrafa, descubriendo la fotografía como una vía de expresión a través del cuerpo. En sus fotografías se empezó a vislumbrar un estilo predefinido, caracterizado por la decadencia a través de paredes vacías, espacios cerrados y objetos antiguos. El tema único en sus fotografías es una característica predominante, que acentuaba gracias al tratamiento de la luz en el espacio. Sus fotografías reformulan la imagen de la mujer.
Finalmente, en el otoño de 1978 acabó su último semestre en la universidad Rhode Island School of Design y preparó la exposición Swang Song, en la galería Woods-Gerry. En esta exposición destacó la excéntrica exhibición de sus obras en el espacio, porque algunas de ellas casi llegan a tocar el techo, otras a pie del suelo, combinándose entre sí con diferentes tamaños. En ellas se observa la influencia del estilo surrealista y futurista del cual se había empapado en su estancia en Roma. Woodman estuvo dentro de la primera generación de graduados en fotografía de Estados Unidos.

### Nueva York
En 1979 se trasladó a Nueva York. Sloane Rankin quiso dar a conocer el trabajo de su amiga, pero no consiguió convencer al galerista Holly Solomon, que consideraba que el trabajo de Francesca era prometedor, pero no lo suficientemente desarrollado como para exhibirlo. Woodman pasó ese verano en Stanwood, Washington para visitar a su pareja, Benjamin Moore, que estudiaba en la Escuela Pilchuck Glass. Fue allí donde creó una serie fotográfica sobre temas domésticos. Cuando volvió a Nueva York, intentó dar a conocer su trabajo y consiguió realizar algunas exposiciones en la galería Daniel Wolf y mostrar su trabajo de cianotipos en el Alternative Museum. Mientras su trabajo se fue dando a conocer de forma silenciosa, ella comenzó a trabajar en ámbitos que, en primera instancia, parecían alejados de su estilo fotográfico, pero muchos de ellos estuvieron intrínsecamente relacionados con el mundo del arte. Fue modelo para pintores, asistente de fotógrafos y secretaria. Pero el trabajo que mayor interés le causó fue la fotografía de moda, que le permitió seguir ejerciendo su profesión y ganar dinero. En este sector de la publicidad y la moda descubrió el trabajo de Deborah Turbeville, que se caracterizaba por situar a las modelos en escenarios gótico-melodramáticos, como en edificios o pasillos desolados u oscuros. Woodman se empapó de este e,stilo que luego reflejó en sus futuras fotografías. Francesca envió diversos portfolios de su trabajo a los fotógrafos de moda, pero no tuvo éxito.
En el verano de 1980 realizó una residencia artística en la McDowel Colony, en Peterborough, New Hampshire. Allí creó una serie de fotografías donde exploró la naturaleza y los recursos que esta le ofrecía para complementar su obra. También experimentó con su propio cuerpo en este mismo proyecto para conseguir tratar temáticas sobre algo más elevado, cuenta la carta que les escribió a su amiga Suzanne Santoro, residente en Roma. En esta época, su creación artística se hizo más meticulosa y elaboró de forma más metódica la composición, a partir de bocetos antes creados, para trabajar la narrativa de sus imágenes. Francesca también produjo seis libros y el más destacable es el originado en 1981 llamado Some Disordered Interior Geometries, porque es el único que llegó a publicar en vida y en el que había empezado a trabajar en Roma. Aun volcando enormes esfuerzos en su obra artística, jamás acabó de estar convencida de esta. Lo que realmente la llevó al suicidio fue una respuesta mediocre por parte del público a su fotografía y un romance roto. Su padre sugirió que la razón del suicidio fue por una solicitud fallida de financiamiento del National Endowment for the Arts. Todo ello hizo que Francesca Woodman cayera en una depresión y finalmente, unos pocos días después de lanzar su libro, en el 19 de enero de 1981, decidió quitarse la vida con solo 22 años, saltando por una ventana del loft del Lower East Side de Manhattan, Nueva York.
No fue su primer intento de suicidio. El primero había sido en septiembre de 1980, al que sobrevivió, e inmediatamente empezó a recibir tratamiento psiquiátrico y se mudó con sus padres, que también vivían en Manhattan. Luego de intentar suicidarse, en una carta a un amiga excompañera de la Rhode Island School of Design, Sloane Rankin, escribía las siguientes palabras:

Mi vida en este punto es como un sedimento muy viejo en una taza de café y preferiría morir joven dejando varias realizaciones… en vez de ir borrando atropelladamente todas estas cosas delicadas…

Algunas fuentes aseguran que nadie fue capaz de identificar el cuerpo debido a que el rostro estaba completamente desfigurado. Tampoco tenía ninguna de sus pertenencias. Por ello permaneció en la morgue hasta que finalmente alguien la reconoció por la ropa que vestía.

## Obra

### Contexto artístico
Los expertos siempre han intentado determinar cuál es el movimiento artístico en el que incluir las obras fotográficas de Francesca Woodman. Ante todo,  Francesca tenía un estilo muy independiente y ella misma no se identificaba con ningún estilo o grupo, pero para crear sus obras tomó influencias de su alrededor.
Sus obras adquieren un estilo tardorromántico decimonónico. Este tipo de estética la podemos relacionar con la fotografía victoriana de Oscar Gustav Rejlander, el cual se dedicaba al autorretrato y la fotografía de desnudos. Más tarde, para la obtención de sus obras, hacía bocetos preliminares y luego, manipulaba los negativos. A sabiendas de que para Francesca eran una lectura habitual las novelas victorianas, podemos ver en sus imágenes figuras femeninas espectrales, atrapadas detrás de las paredes, del papel pintado, con la ropa arrugada o directamente desnuda. Una historia más que contada, insinuada.
En el trabajo de Woodman encontramos factores que nos llevan a pensar que la influyó el fotógrafo Man Ray. Este busca en el cuerpo desnudo de la mujer un lugar romántico, una búsqueda de amor psicológico. La influencia directa en la obra de Francesca es indiscutible por los elementos del cuerpo amorfo, el desnudo, y, por último, la rotación desorientada de la imagen. Son innegables los detalles surrealistas que incluye su obra, como la de Woodman. Francesca, como Man Ray o Meret Oppenheim, dibujaba una línea opaca entre el erotismo y la abstracción. Así difuminaban las ideas del sexo y erotismo en el arte.
Francesca Woodman conoció el trabajo simbolista del artista alemán Max Klinger en su estancia en Roma. Los temas que calaron directamente a Francesca fueron los de fantasía y deseo. Así que comenzó a sustituir objetos por representaciones literales fálicas o sexuales. Por último, encontramos a la artista Deborah Turbeville, famosa por sus apariciones en Vogue con una apuesta independiente en el mundo de la moda, desafiando los clichés de ese entorno. Francesca sintonizó ropa y escenarios góticos victorianos. Los padres de Woodman encontraron una carta no enviada que había escrito su hija a Deborah solicitando ser su asistente.

### Temática
La obra de Francesca Woodman es fácilmente identificable gracias a aspectos como blanco y negro, el autorretrato, escenarios derruidos y melancólicos. Ella fue un punto de inflexión dentro de la autorreferencia. Por ello, el estudio de su obra a partir de los años 90 ha cobrado gran interés. Para poder entender la obra Francesca vamos a referirnos a tres grandes elementos que determinan por completo su obra.

#### El reconocimiento[1]
En todo momento podemos ver elementos  como  el blanco y negro o el desnudo, pero si miramos más allá, todo esto es creado y agrupado en su fotografía para buscar el ‘’yo’’. Muestra la necesidad de indagar en el ser, buscar en la experiencia. En el libro Francesca Woodman and the Kantian Sublime (2010), de Claire Raymond, la autora explica la importancia del autorretrato para la investigación del ser.
Este tema del reconocimiento otorga a la obra un sentido simbólico. La fotógrafa intenta investigar y encontrar su identidad. Todas las series fotográficas que realizó son juegos y mecanismos para extraer información de ella misma. En esta continua búsqueda acude a sus emociones para proyectarlas a través de sus imágenes.
Su cuerpo, amigos y familia, los escenarios, los espacios y los objetos se convierten en canalizadores que buscan la identificación del artista, en herramientas para desvelar algo oculto. El ejercicio del autorretrato la ayuda a duplicarse para verse a sí misma en tercera persona. La fotógrafa estaba completamente inmersa en este juego, camuflándose, tapándose la cara, volviendo poco nítidas las imágenes. Con ello deducimos que Francesca no se quiere ver a sí misma y prefiere desaparecer detrás de los objetos que le facilita la composición fotográfica.

#### El cuerpo[1]
El recurso más habitual en las fotografías de Francesca Woodman es su propio cuerpo como herramienta para proyectar sus emociones. Normalmente, el gesto de salir desnudo ante la cámara equivale a representarse a uno mismo sin máscaras, mostrando completamente lo que uno es y exponiendo en público la propia identidad.
Los desnudos de Francesca son sutiles. Ella da un tratamiento a su propio cuerpo más cercano al romanticismo y la espiritualidad. Su cuerpo es representado tanto desnudo como vestido y en diferentes espacios, como parte de su investigación personal. El retrato de su cuerpo es etéreo, intentando aludir a un plano más elevado que el terrenal. Su cuerpo es casi una visión fantasmal. La incapacidad de reconocerse implicó realizar de forma compulsiva diversos reportajes.

#### El camuflaje[1][18]
La acción de camuflar es sinónimo de disfrazarse, aparentar ser algo que realmente no eres. Esta temática la podemos ver reflejada en las vanguardias, sobre todo en el movimiento surrealista, y se basa en la mímesis con el entorno que implica no poder ser visto. En diversas series fotográficas encontramos representado el cuerpo de Woodman ocultándose, jugando y vinculándolo con su entorno. Los objetos y paredes se van apoderando de su cuerpo, mostrándonos la faceta melancólica de sus fotografías. Su objetivo es reconocerse a sí misma en el entorno.
La incansable relación que quiere conseguir con espacios decadentes nos remite a un sentimiento de fragilidad humana ante el paso del tiempo y la pérdida de un pasado. Las fotografías llevan impregnado un sentimiento de nostalgia. Pero juega con otros temas narrativos como el de la muerte, intentando relacionarse con las tumbas del cementerio.
La melancolía es la emoción que abunda en todos sus trabajos, en el momento que Francesca intenta profundizar en su propia alma y en sus emociones. Utiliza escenarios derruidos y objetos antiguos para evidenciar el paso del tiempo y los sentimientos de angustia y nostalgia que eso conlleva.

### Medios
Para Francesca Woodman el medio preferido para mostrar sus imágenes era el libro: sus fotos pasaban desapercibidas en galerías, sobre todo si tenían que competir con las imágenes de moda, aumentadas a tamaños descomunales. Diseñó libros para recoger sus fotografías, pero solo se publicó uno de ellos: Algunas geometrías interiores desordenadas (Some Disordered Interior Geometries), en 1981.

### Etapa europea
Durante su estancia en Roma, hizo fotografías en las que el fondo muestra paredes deterioradas, enfatizando la calidad geométrica del origen arquitectónico clásico, cuyo estado era ruinoso. Estos escenarios recuerdan ambientes en los que le gustaba ubicar su trabajo en Rhode Island, donde buscaba viejas mansiones victorianas o fábricas abandonadas que le pudieran ofrecer el contexto apropiado para lo que quería expresar. En este periodo, sus fotografías muestran la influencia de los pintores clásicos italianos; por ejemplo en su serie Calendario Pez - 6 días (Fish Calendar - 6 Days), compone un aspecto general de naturalezas muertas junto con desnudos parciales.

## Influencias
- Narrativa gótica
- Surrealismo
- Man Ray
- Duane Michals
- Deborah Turbeville

A pesar de su breve vida, Francesca Woodman tuvo una gran influencia en las generaciones posteriores de fotógrafas.

## Exposiciones
Francesca Woodman consiguió realizar pocas exposiciones individuales en vida, pero las más destacables son:
- 1976: Addison Gallery of American Art, Andover (octubre)
- 1978: Librería Maldoror, Roma (20-30 de marzo)
- 1979: Swan Song, Woods-Gerry Gallery, Rhode Island School of Design, Providence (16-22 de noviembre)

Por otro lado, algunos de las exposiciones colectivas son: 
- 1976: Juried Competition, Woods-Gerry Gallery, Rhode Island School of Design, Providence, EUA, marzo.
- 1977: Juried Competition, Woods-Gerry Gallery, Rhode Island School of Design, Providence, EUA, marzo. Photographs and Portraiture, Womanspace, Boulder, EUA, abril.
- 1978: Group Show, Rhode Island School of Design Gallery en Palazzo Cenci, Roma, Italia, mayo. Cinque Giovani Artisti, Galleria Ugo Ferranti, Roma, Italia. 14 junio/ 31 julio.
- 1980: Beyond Photography 80, The alternative Museum, Nueva York, 19 abril/ 17 mayo (catálogo de exposición)

### Póstumas
- 1986-1988: Photographic Work, exposición itinerante por Estados Unidos (1986: Hunter College Art Gallery, New York, 13 de febrero-14 de marzo; Wellesley College Museum, Wellesley, 9 de abril-8 de junio; 1987: University of Colorado Fine Arts Gallery, Boulder, 2 de febrero-15 de marzo; UCI Fine Arts Gallery, University of California, Irvine, 2 de abril-2 de mayo; 1988: Krannet Art Museum, Champaign, Illinois, 25 de enero-6 de marzo)
- 1989-1990: Photographic Work, Institute of Contempory Art, Filadelfia, 14 de diciembre de 1989-28 de enero de 1990
- 1992-1993: Photographische Arbeiten, exposición itinerante Shedhalle, Zúrich, 31 de mayo-26 de julio; Westfälischer Kunstverein, Münster, 18 de septiembre-25 de octubre; Kulturhuset, Estocolmo, 4 de diciembre de 1992-7 de febrero de 1993; 1993: DAAD Galerie, Berlín, 8 de mayo-13 de junio; Galleri F15 Alby, Moss (Noruega), (7 de agosto-3 de octubre)
- 1994-1995: Pace Wildenstein MacGill, Nueva York, 2 de diciembre de 1994-15 de enero de 1995
- 1995-1996: Galleria-Libreria Casetti, Roma, 6 de diciembre de 1995-junio de 1996
- 1996-1997: Galleria Civica, Módena, 24 de noviembre de 1996-9 de febrero de 1997
- 1998: L'artiste et la représentation de soi : Francesca Woodman, Encuentros de Arlés
- 2016: On Being An Angel, Fundación Henri Cartier-Bresson, París, 11 de mayo-31 de julio

### Libros
- Some Disordered Interior Geometries, Francesca Woodman, Daniel Tucker Ed., Synapse Press, Filadelfia, 1981
- Francesca Woodman, Photographic Work, Wellesley College Museum (Wellesley) & Hunter College Art Gallery (Nueva York), 1986, textos de Ann Gabhart, Rosalind Krauss, Abigail Solomon-Godeau
- Francesca Woodman, Photographische Arbeiten / Photographic Works, catálogo en alemán e inglés, Shedhalle (Zúrich) & Westfälisher Kunstverein (Münster), 1992, textos de Kathrin Hixon, Harm Lux
- Francesca Woodman, catálogo monográfico, Galleria Civica, Módena, 1996, texto de Jen Budney
- Francesca Woodman, Fondation Cartier pour l'art contemporain, textos de Philippe Sollers, David Levi-Strauss, Élisabeth Janus, et al., Actes Sud, 1998 ISBN 2-7427-1803-6
- Francesca Woodman, Chris Townsend, Phaidon, 2006 ISBN 0-7148-4430-6
- Francesca Woodman, Corey Keller, Julia Bryan-Wilson, Jennifer Blessing, 2011, 224 p. ISBN 1935202669
- Francesca Woodman : Devenir un ange, textos de Anna Tellgren, Anna-Karin Palm, George Woodman, Agnès Sire (prólogo), éditions Xavier Barral, 2016, 232 p. ISBN 978-2-36511-096-9

### Artículos
- 1976: Roberta Valtorta, «Francesca Woodman», Progresso Fotografico, Milán, 10 (octubre)
- 1980: Andy Grundberg, «GoingSoft», Soho News, 31, Londres, 30 avril-6 mai
- 1986:
  - Abigail Solomon-Godeau, «Our Bodies, our Icons», Vogue, Nueva York (febrero)
  - Michael Brenson, «Francesca Woodman: Photographic Work», The New York Times, Nueva York (7 de marzo)
  - Mary Ellen Haus, «Francesca Woodman», Art News, New York, 1 (abril)
  - Robert C. Morgan, «Francesca Woodman: Photographic Work», C.E.P.A. Quarterly, vol. 2, 1, Buffalo, New York (otoño)
  - Lorraine Kenny, «Problem Sets: The Canonization of Francesca Woodman», Afterimage, 4, New York, noviembre de 1986; ver «Letters», Afterimage, 5, Nueva York (diciembre)
- 1987: 
  - Reed Glenn, «The Flowering of Francesca Woodman, A Young Photographer's Tragic Life Blooms Again in her Heart», Sunday Camera, Boulder (15 de febrero)
  - Sylvia Wolf, «A Promise Cut Short», Art Week, vol. 18, 16, Oakland (25 de abril)
- 1988: 
  - Antomarini Brunella, «Francesca Woodman», Parket, 16, Zúrich (enero)
  - Collectif, «Photographs by Francesca Woodman», Frontiers, A Journal of Women's Studies, vd. X, 1, Nueva York
- 1989: 
  - Stephen Perloff, «Four Snapshots», The Photo Review, vol. 12, 4, Langhorne, PA (otoño)
  - Margaret Sundell, «Vanishing Point: The Photography of Francesca Woodman», catálogo Inside the Visible, MIT Press, Cambridge, Mass., Londres
- 1993: Charles Hagen, «Francesca Woodman», The New York Times, New York (10 de diciembre)
- 1994: 
  - Bernard Lamarche-Vadel, «Francesca Woodman», Vis à vis, 15, París (primavera)
  - Faye Hirsh, «Old Geometry: The Photographs of Francesca Woodman», The Print Collector's Newsletter, vol. XXV, 2, Nueva York (mayo-junio)
- 1995: Betsy Berne, «Francesca Woodman Remembered», Open City, 3, Nueva York
- 1997: Anne Bertrand, «Comète», Limelight, número especial, Estrasburgo (junio)
- 2009:
  - Roberta Bosco, «La artista que desnudó su vida», El País, 28 de febrero de 2009.
  - Fernándo Castro Flórez, «Una mirada en profundidad a la obra de Francesca Woodman» (vídeo), El País, 8 de septiembre de 2009.
- 2011: Elizabeth Gumport, «The Long Exposure of Francesca Woodman», NYR Daily, 24 de enero de 2011.
- 2012: Antonio Muñoz Molina, «Francesca Woodman, aparecida y desaparecida», El País, 31 de marzo de 2012.
- 2016
  - Óscar Colorado Nates, «Francesca Woodman, la evanescente», Oscar en Fotos, 2 de abril de 2016.
  - Caroline Mallet, «Œuvre fulgurante», Réponses Photo, n° 291, pp. 94-95 (junio)